# Marin Petre Constantin
Marin Petre Constantin, nume la naștere, Constantin Petre (n. 13 septembrie 1925, Bungetu, România – d. 17 martie 2017, Bungetu, Văcărești, Dâmbovița, România) a fost un pictor român, profesor de pictură și desen.

## Biografie
Născut la 13 septembrie 1925, în satul Bungetu-Brătești din județul Dâmbovița, România, Marin Petre Constantin a urmat cursurile Liceului Comercial din Târgoviște (între 1941–1945). Remarcat pentru talentul său în domeniul artelor plastice, a fost îndrumat spre Școala Superioară de Arte din București, de către profesorul său de desen din liceu, Mihail Gheorghiu, și de artistul Vasile Blendea.
Între 1945–1954 a urmat cursurile Institutului Național de Arte Plastice „Nicolae Grigorescu”, București, unde i-a avut ca maeștri pe Ion Marșic, George Matei Cantacuzino, Jean Alexandru Steriadi, Nicolae Dărăscu și Camil Ressu. Alături de George Matei Cantacuzino, a pictat primele peisaje citadine en plein air, în cartiere vechi din București. Între 1952-1954 a beneficiat de bursa republicană „Ion Andreescu”. După o întrerupere de câțiva ani (pentru satisfacerea stagiului militar și din cauza unor probleme de sănătate), a absolvit studiile universitare în anul 1954, la clasa profesorului Camil Ressu și a susținut Examenul de stat executând ca lucrare de diplomă compoziția „Nu trageți”, aflată în prezent la Muzeul Național de Artă al României. Cu aceeași pictură („Nu trageți”, 159,5/227 centimetri) a participat în 1954 la Expoziția Anuală de Stat a Artelor Plastice, lucrarea fiindu-i achiziționată de Muzeul Național de Artă al României.
În 1955 devine membru Uniunea Artiștilor Plastici din România.
Din anul 1965, s-a stabilit la Târgoviște, oraș ale cărui străzi și case vechi devin atelierul său de pictură. În perioada 1971–1983, a fost profesor de pictură și desen la Școala Populară de Artă din municipiul Târgoviște.
A creat numeroase opere de artă plastică, multe dintre ele fiind încadrate de criticii de specialitate în curentul postimpresionist.
Este reprezentat cu lucrări de artă, în muzee (Muzeul Național de Artă al României din București, Muzeul de Artă din Târgoviște, Muzeul Județean de Artă Prahova „Ion Ionescu-Quintus”, Muzeul Municipal „Octavian Moșescu” Râmnicu Sărat și în colecții particulare în țară și în străinătate (Franța, Spania, Grmania, Olanda, S. U. A., Estonia).
În anul 1992, obține premiul U. A. P. la bienala concurs de artă plastică „Gheorghe Petrașcu”.
Marin Petre Constantin a decedat la 17 martie 2017, în satul său natal (Bungetu-Brătești, Dâmbovița), la vîrsta de 91 de ani. În memoria sa, o stradă din municipiul Târgoviște îi poartă numele.